# آجری

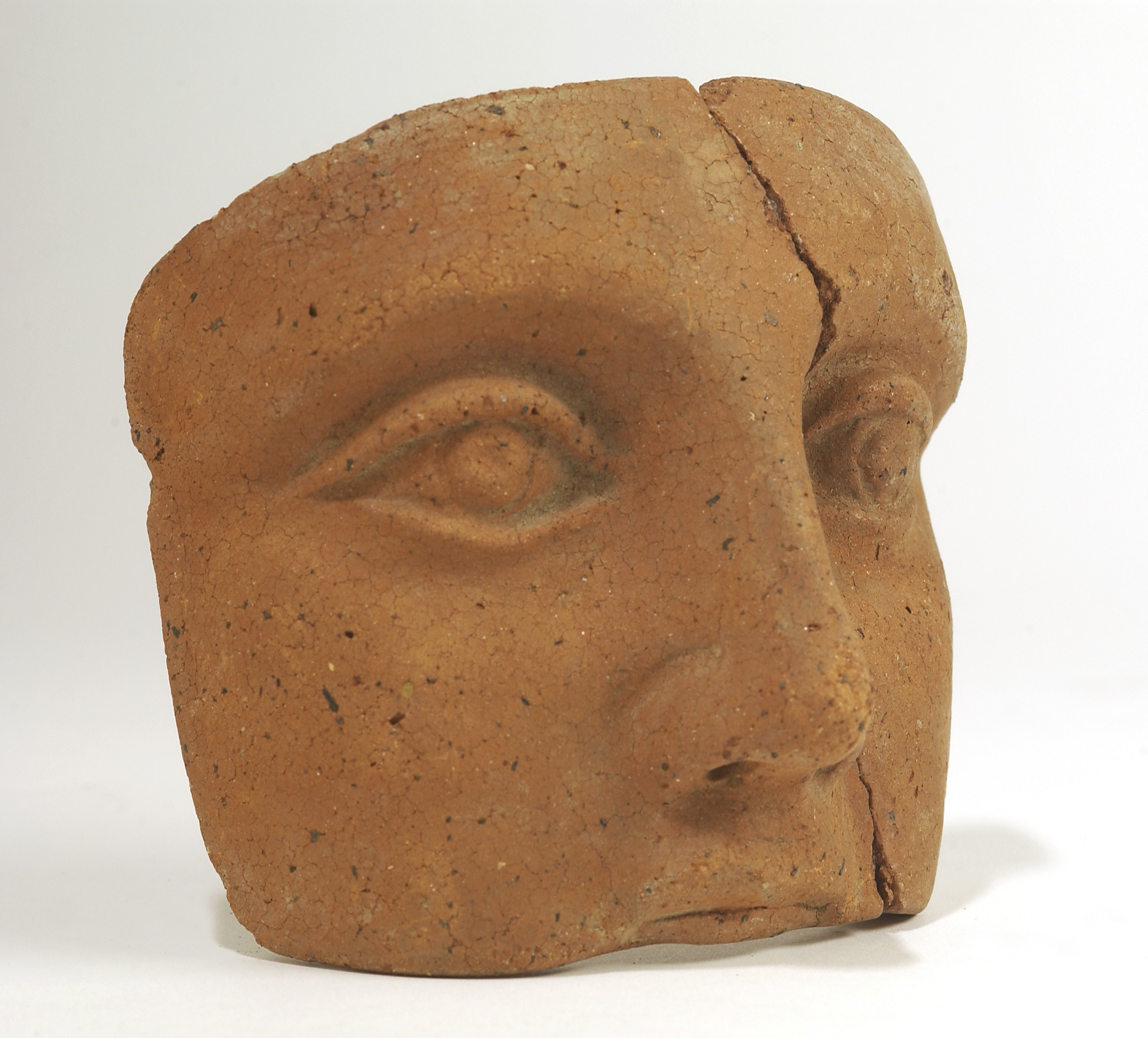
نمایی از یک مجسمه سفالی با رنگ آجری

آجری پرده‌ای از رنگ قرمز بین صورتی و نارنجی است. وجه تسمیهٔ آن رنگ آجرهای ساخته شده از خاک رس است.